# Pseudosymmachia similis
Pseudosymmachia similis är en skalbaggsart som beskrevs av Kobayashi 1987. Pseudosymmachia similis ingår i släktet Pseudosymmachia och familjen Melolonthidae. Inga underarter finns listade i Catalogue of Life.